# Gastrorchis steinhardtiana
Gastrorchis steinhardtiana är en orkidéart som beskrevs av Karlheinz Senghas. Gastrorchis steinhardtiana ingår i släktet Gastrorchis och familjen orkidéer. Inga underarter finns listade i Catalogue of Life.